# 雷布拉山
48°6′41″N 24°33′36″E / 48.11139°N 24.56000°E

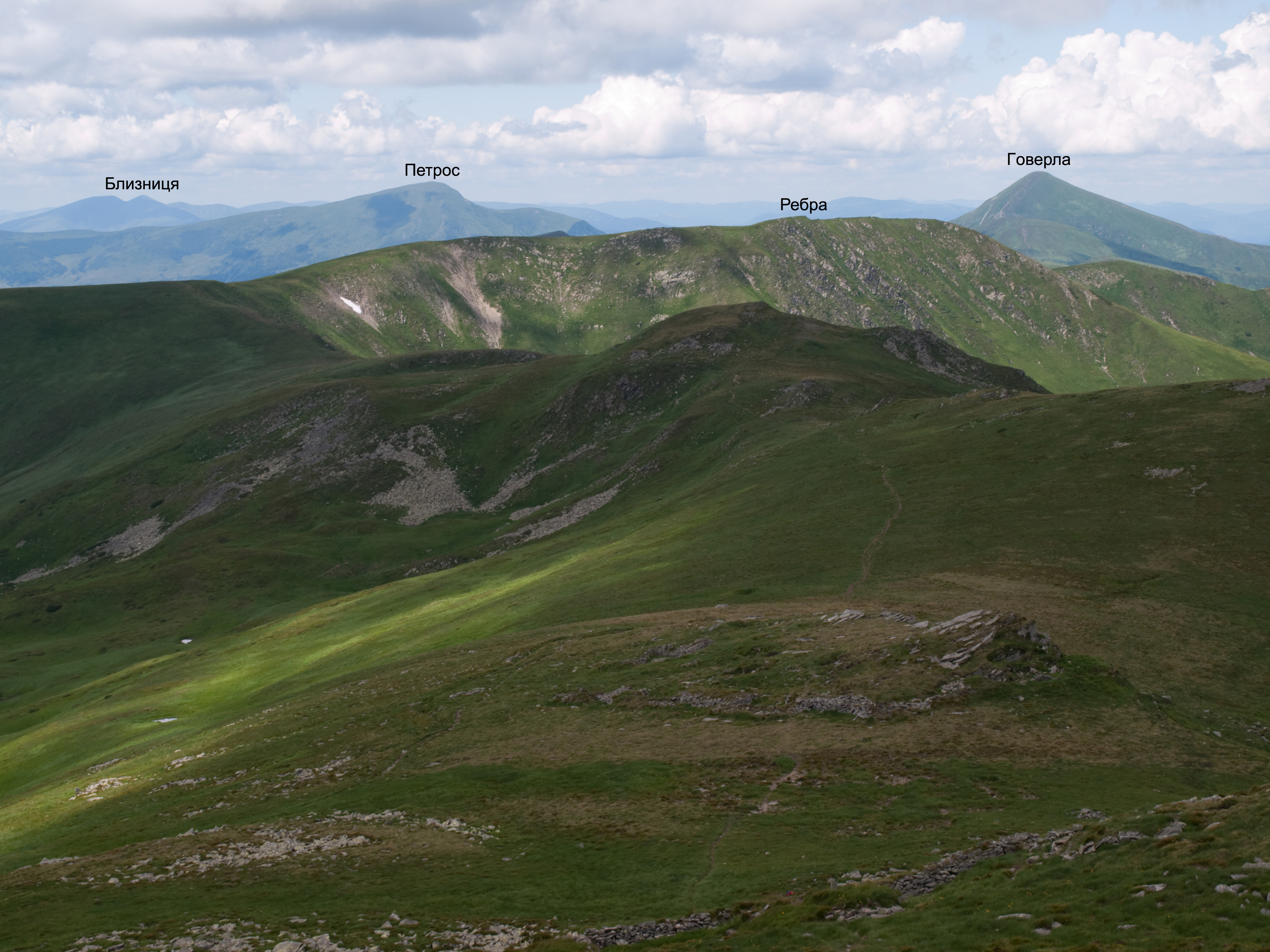

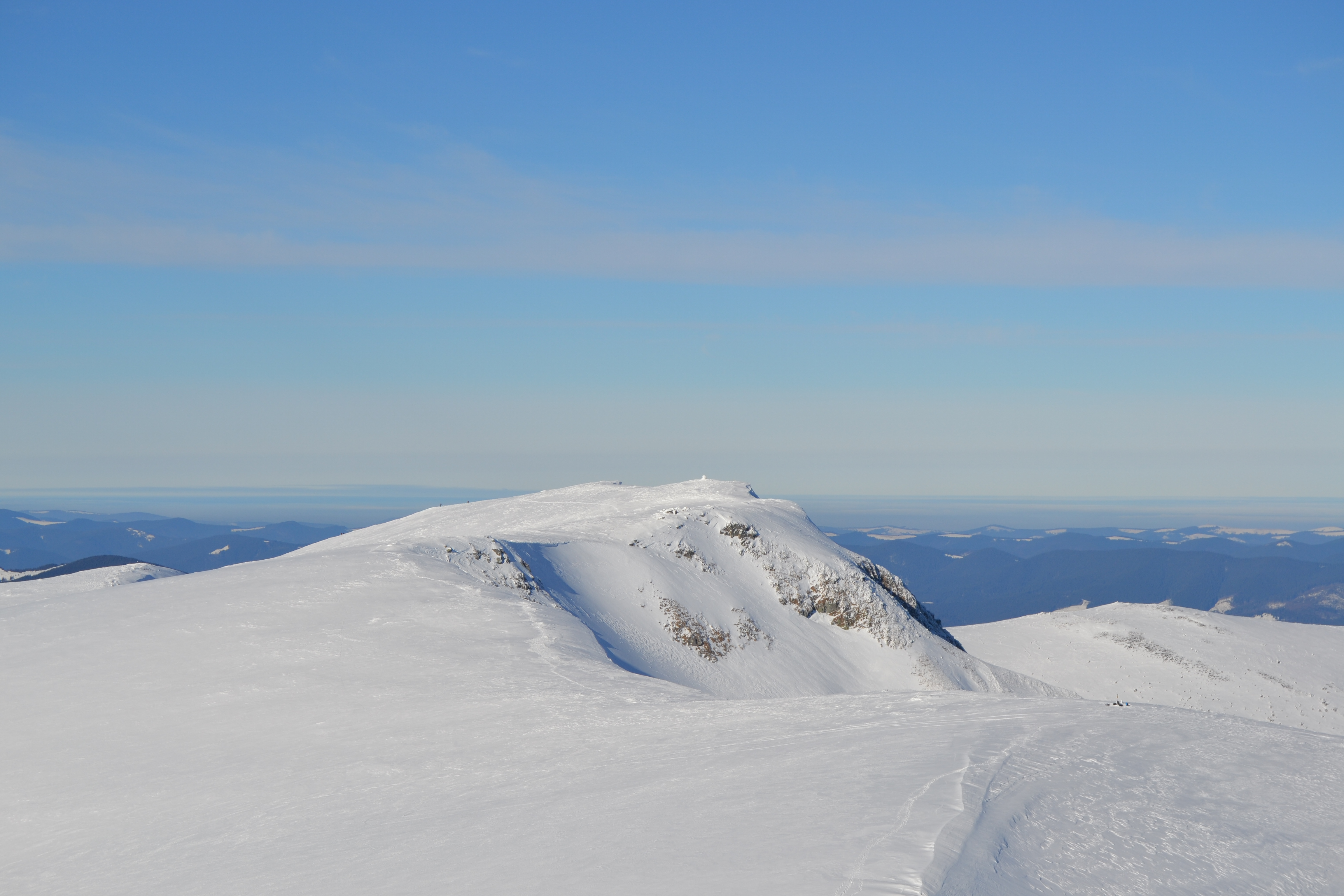

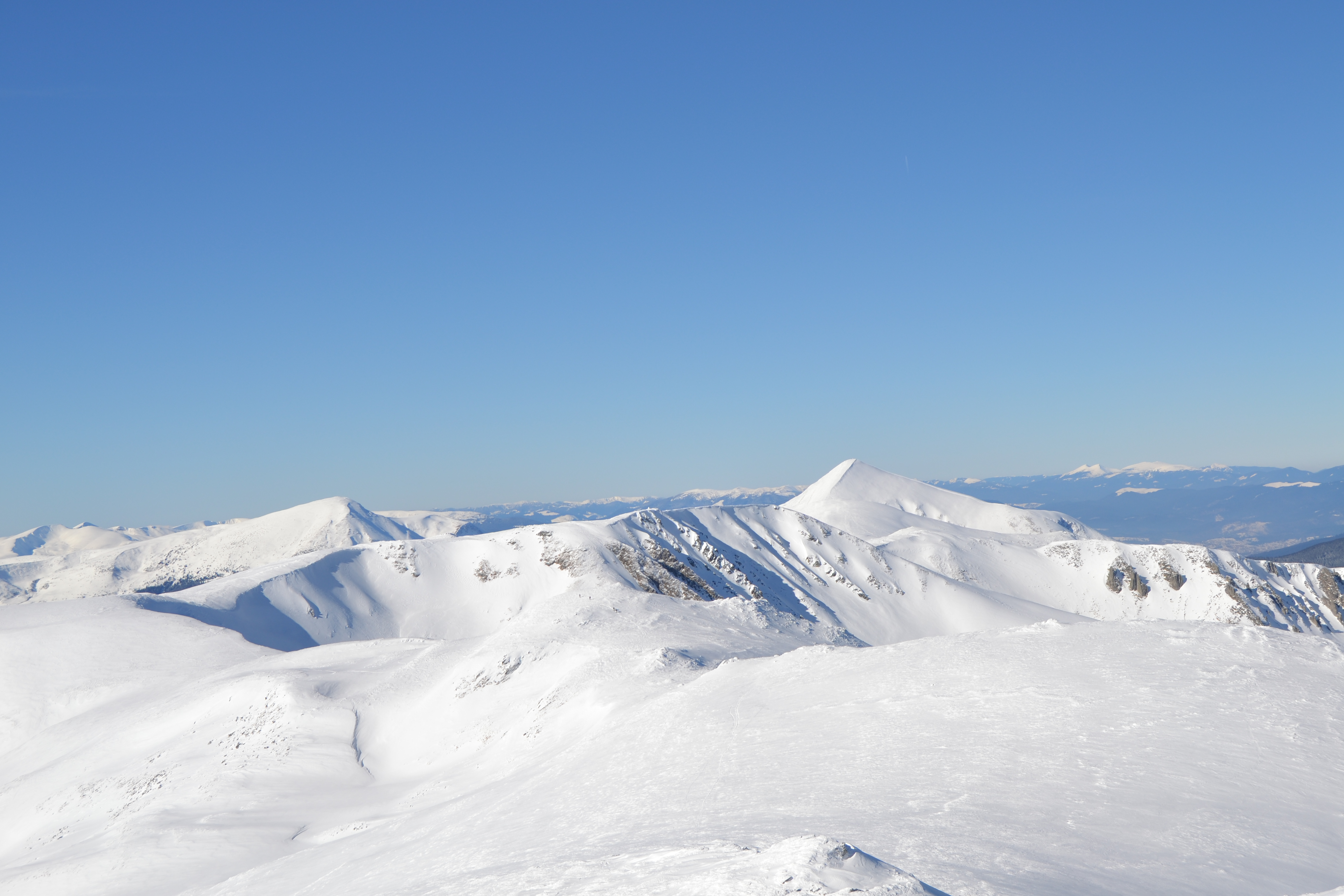

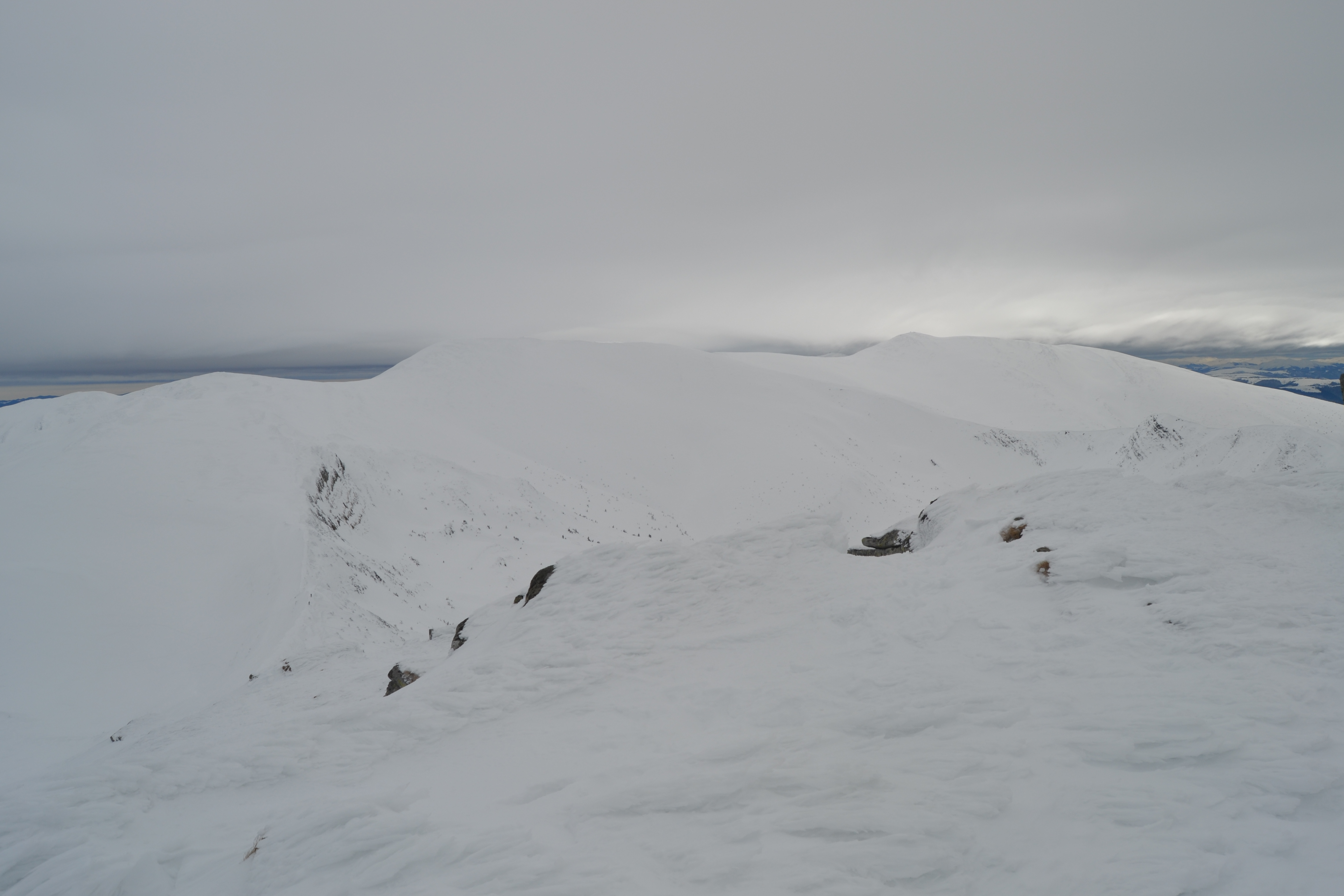

雷布拉山是烏克蘭的山峰，位於該國西部，處於伊萬諾-弗蘭科夫斯克州和外喀爾巴阡州接壤的邊界，屬於喬爾諾戈拉山脈的一部分，海拔高度2,001米。